# ويليام دبليو. كيتس
ويليام دبليو. كيتس (بالإنجليزية: William W. Cates)‏ هو مصور وكاتب وفيلسوف أمريكي، ولد في 17 سبتمبر 1939 في نيو أورلينز في الولايات المتحدة، وتوفي في 25 مارس 2018 في شارلوتسفيل في الولايات المتحدة.